# 比利·克特克奥丰丰
比利•克特克奥丰丰（Billy Ketkeophomphone，1990年3月24日—）是法国的職業足球運動員，司職前锋，現效力於法国足球甲级联赛昂热。